# Vraie masse
En astronomie, la vraie masse est la masse réelle d'un objet céleste, particulièrement d'une planète, par opposition à la masse minimale, fournie habituellement par la méthode des vitesses radiales. Le nom est donc à interpréter dans un sens purement littéral. Les méthodes utilisées pour déterminer la vraie masse d'une planète incluent la mesure de la distance et de la période de l'un de ses satellites, des techniques avancées d'astrométrie qui utilisent le mouvement d'autres planètes dans le même système stellaire, la combinaison de techniques de vitesses radiales avec des observations de transits (qui indiquent de très faibles inclinaisons) et la combinaison de techniques de vitesses radiales avec des mesures de parallaxe stellaire (qui déterminent aussi les inclinaisons orbitales).